# Ptochophyle nebulifera
Ptochophyle nebulifera är en fjärilsart som beskrevs av Louis Beethoven Prout 1920. Ptochophyle nebulifera ingår i släktet Ptochophyle och familjen mätare. Inga underarter finns listade.